# Мавзолей Зейнуллы
Мавзолей (кумбез) Зейнуллы (каз. Зейнолла күмбезі) — памятник архитектуры Казахстана, расположенный в Зайсанском районе Восточно-Казахстанской области в 0,5 км к северо-востоку от села Жалшы. Мавзолей был построен в 1925 году народным мастером Баязитом Сатпаевым. В 1982 году мавзолей Зейнуллы был включен в список памятников истории и культуры Казахской ССР республиканского значения и взят под охрану государства.

## Архитектура
Объёмно-пространственная композиция мавзолея Зейнуллы состоит из двух частей — крестообразного в плане объёма зиратханы и усыпальницы (гурханы). Общая длина здания 9,4 м, ширина 5,78 м, высота 8,8 м.
Мавзолей построен из сырцового кирпича и облицован жжёным кирпичом фигурной кладкой. По внешнему облику зиратхана напоминает русские часовни и её композиция основана на сочетании крестообразного нижнего объёма со сложной формой шатрового купола, имеющего сходство с элементами архитектурного зодчества юго-восточной Азии.
Вход оформлен арочным порталом и на уровне пяты арки фигурный по периметру зиратханы пояс в виде полочки делит основной объём на два яруса. Широкие углы лопатки завершаются на уровне кровли четырёхгранными тумбами, входной портал композиционно продолжен на кровле малым шатром с кокошниками по трём граням. Световые проёмы южного и северного рукавов креста обрамлены фигурными наличниками и лучковые их перемычки обработаны в виде юрты, её с зиратханой связывает широкий проём.
Интерьер гурханы освещается двумя боковыми и одним большим западным проёмами, чередующимися с перспективными декоративными арочными нишами. В членениях фасадов мавзолея применены разнообразные приёмы декоративных кладок: поребрики, сухарики, бегунцы, зубры, русты и другие.